# Michael Belina Czechowski

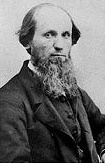
Michael Belina Czechowski

Michael Belina Czechowski, polnisch Michał Belina-Czechowski (* 25. September 1818 in Sieciechowice bei Krakau, Polen; † 25. Februar 1876 in Wien), ehemaliger polnischer Franziskaner-Priester, war der erste adventistische Missionar in Europa, jedoch unabhängig von der Generalkonferenz der Siebenten-Tags-Adventisten. Er trug wesentlich zur Entwicklung eines universalen Missionsverständnisses im Adventismus bei.

## Leben
Mit 17 Jahren trat Michael Belina Czechowski ins Franziskanerkloster von Stopnica ein. Er wurde am 25. Juni 1843 in Warschau zum Priester geweiht. Er war jedoch von den moralischen Missständen im Klosterleben enttäuscht, so dass er sich nach Rom begab und im Oktober 1844 eine Audienz bei Papst Gregor XVI. erhielt. Czechowski war auch politisch aktiv – er hat sich für die nationale Autonomie Polens eingesetzt und musste daher auswandern.
Schließlich verließ Czechowski die römisch-katholische Kirche, heiratete 1850 in Solothurn und arbeitete als Buchbinder in Brüssel. In London lernte er die Baptisten kennen, die ihm zu einer freien Überfahrt nach New York verhalfen. 1852 boten ihm die Baptisten eine Stelle als Evangelist unter den französischsprechenden Kanadiern im US-Bundesstaat New York an, wo er erfolgreich wirkte und zum Pastor ordiniert wurde. 
Er lernte die Siebenten-Tags-Adventisten 1856 kennen und schloss sich ihnen 1857 an. Er schlug 1864 nach einigen Jahren Arbeit als Prediger in Kanada und im Nordosten der Vereinigten Staaten vor, als Missionar nach Europa zu gehen, aber die Generalkonferenz lehnte dies ab.
Da Czechowski keine eigenen Mittel besaß, sicherte er sich die Unterstützung der Advent Christian Church in Boston. Er reiste nach Europa und begann dort in den Waldensertälern von Piemont zu predigen. Weil ihm in Italien viel Widerstand begegnete, siedelte er in die französischsprachige Schweiz über, wo er innerhalb von drei Jahren mehrere Gruppen von Sabbathaltern bilden konnte, die größte in Tramelan in der Nähe von Biel. Er taufte nicht nur viele Adventgläubige, sondern beschäftigte auch mehrere von ihnen als Buchevangelisten. Er gründete auch einen Verlag. Die ersten seiner Bekehrten waren Jean-David Geymet (Fabrikarbeiter und der erste Buchevangelist) und Catherine Revel. 
Czechowski lehrte überall die Grundsätze der Siebenten-Tags-Adventisten, obgleich er selbst nicht mehr mit der Gemeinschaft verbunden war. 
1868 verweigerten die Advent Christians ihm die weitere Unterstützung. Daraufhin verließ er die Schweiz und verbrachte wahrscheinlich den Rest seines Lebens verarmt in Südeuropa.
Czechowsky verstarb nachweislich (nach bestätigtem Totenschein) an Erschöpfung in Wien. Vorher hatte er noch in Pest (Ungarn) und Pitesti (Rumänien) adventistische Gemeinden gegründet.
Czechowski hinterließ kleine selbstständige Adventgemeinden in der Schweiz (etwa in Tramelan) und in Italien. Die Mitglieder einer dieser Gemeinden gründeten eine adventistische Zeitschrift und nahmen Kontakt zu den Siebenten-Tags-Adventisten in Amerika auf, was zu einer grundsätzlichen Revision des adventistischen Missionskonzeptes führte.